# NGC 2308
NGC 2308 è una vasta galassia a spirale situata nella costellazione della Lince, a una distanza di circa 285 milioni di anni luce dalla nostra Via Lattea.

## Scoperta
La galassia è stata scoperta il 13 gennaio 1872 dall'astronomo francese Édouard Stephan.

## Descrizione
NGC 2308 ha una classe di luminosità I-II e presenta una larga riga a 21 cm dell'idrogeno neutro.
Data la sua luminosità superficiale pari a 14,04, NGC 2308 può essere classificata come una galassia a bassa luminosità superficiale (nella letteratura in lingua inglese abbreviata in LSB, acronimo di Low Surface Brightness). Le galassie LSB sono galassie di tipo diffuso (D) con una luminosità superficiale inferiore di almeno una magnitudine a quella del cielo notturno circostante.